# Ludovica de Baviera
Ludovica de Baviera (nacida como María Ludovica Guillermina; Múnich, 30 de agosto de 1808-ibidem, 25 de enero de 1892) fue la sexta hija del rey Maximiliano I de Baviera y de su segunda esposa, la princesa Carolina de Baden. Por nacimiento fue princesa de Baviera, miembro de la casa de Wittelsbach y posteriormente duquesa de Baviera. Era conocida especialmente por ser la madre de Isabel de Baviera, más conocida como Sissi, emperatriz de Austria y reina de Hungría, y por ser tía de Francisco José I de Austria y Maximiliano I de México.

## Biografía

### Primeros años

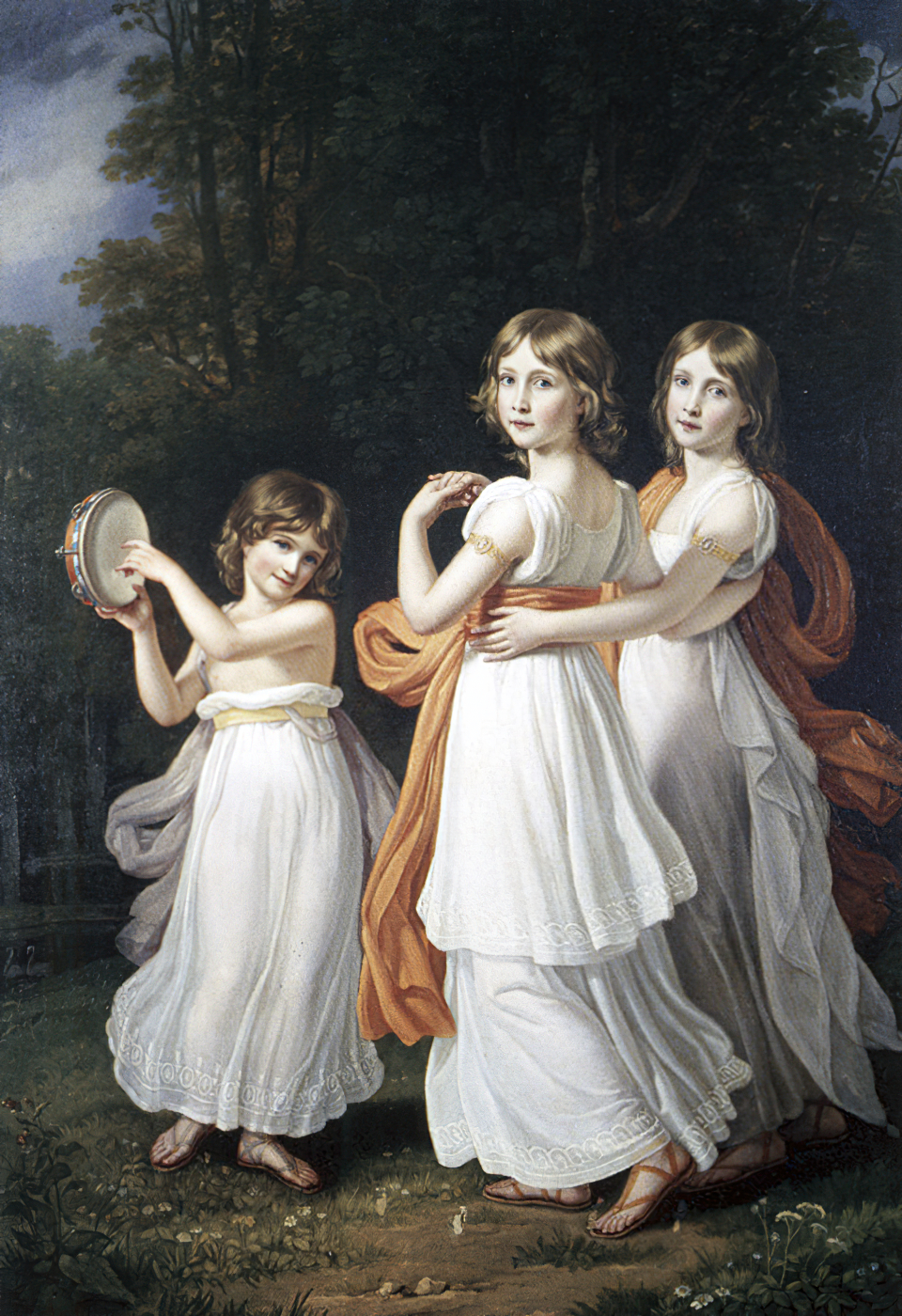
Joseph Karl Stieler: Ludovica, María Ana y Sofía, princesas de Baviera, bailando en un prado, 1812.

La princesa Ludovica, llamada Luisa, era hija de Maximiliano I (1756-1825), rey de Baviera, y su segunda esposa, la princesa Carolina (1776-1841), hija del príncipe heredero Carlos Luis de Baden y de la princesa Amalia de Hesse-Darmstadt. Sus abuelos paternos fueron el conde palatino Federico Miguel de Zweibrücken-Birkenfeld y la condesa palatina María Francisca de Sulzbach, que había sido exiliada por adulterio en un monasterio.
Ludovica era la hermana menor de la princesa Sofía de Baviera, quien se casó con el archiduque Francisco Carlos de Austria, de cuyo matrimonio nació el emperador Francisco José I. El medio hermano de Ludovica fue el posterior rey bávaro Luis I.
Ya a la edad de cuatro años, los príncipes y princesas tenían que participar en la vida de la corte, y entre otras cosas, asistir al teatro, para que se acostumbraran a la etiqueta de la corte. A los niños se les enseñó literatura clásica, geografía e historia, y crecieron en un ambiente bilingüe: alemán y francés, el idioma de la corte. Entre los maestros de las princesas bávaras estaba el famoso filólogo Friedrich Thiersch, que había venido a Múnich desde Gotinga en 1809. 

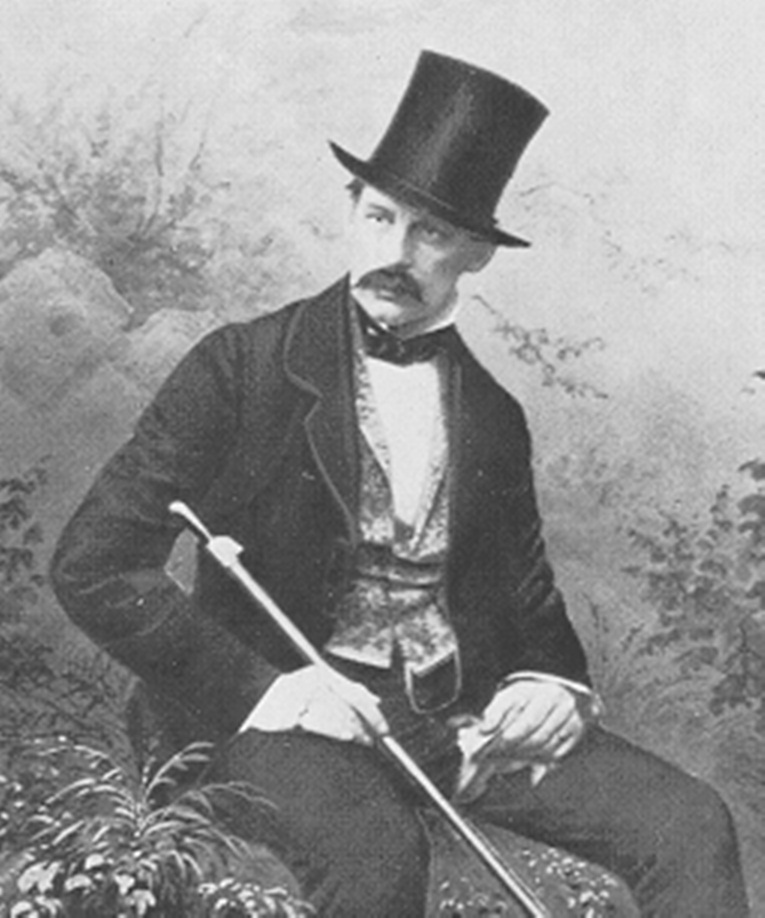
El duque Maximiliano (Max) José en Baviera, en 1850.

### Matrimonio y descendencia
En 1824, con motivo de la boda de su hermana Sofía en Viena, Ludovica se enamoró del infante Miguel de Portugal (1802-1866). Miguel también estaba tan enamorado de la princesa bávara que se detuvo en Viena para pedir su mano. El padre de Ludovica, sin embargo, rechazó su ofrecimiento, probablemente por el hecho de que Miguel había instigado una revolución en Portugal contra su propio padre y, por lo tanto, estaba exiliado en Viena. La madre de Ludovica, la reina Carolina, lamentó este desarrollo, ya que era raro encontrar "una inclinación decididamente natural como en este caso". Más tarde, cuando Miguel se convirtió en rey de Portugal en 1828, solicitó la mano de la princesa Ludovica. El mensajero con la carta, dirigida a la madre viuda de Ludovica, llegó a Tegernsee en septiembre de 1828. Pero cinco días antes, la princesa se había casado allí con Maximiliano José, duque en Baviera, sobrino nieto de su padre. Se ocultó a Ludovica el contenido de la carta porque "se temía el despertar de un viejo amor", como su cuñado, el príncipe heredero Federico Guillermo de Prusia, escribió a su padre.
Después de que su hermana menor, Maximiliana, que se había prometido al duque Max, muriera a una edad temprana, Ludovica ocupó su lugar en contra de su voluntad. Al duque Max tampoco le agradó esta unión, que también le había sido impuesta, pues traía ventajas políticas. Maximiliano José, duque en Baviera, hijo del primo del rey bávaro, el duque Pío Augusto de Baviera, perteneciente a una rama secundaria de la Casa de Wittelsbach, la de los condes palatinos de Zweibrücken-Birkenfeld-Gelnhausen. 

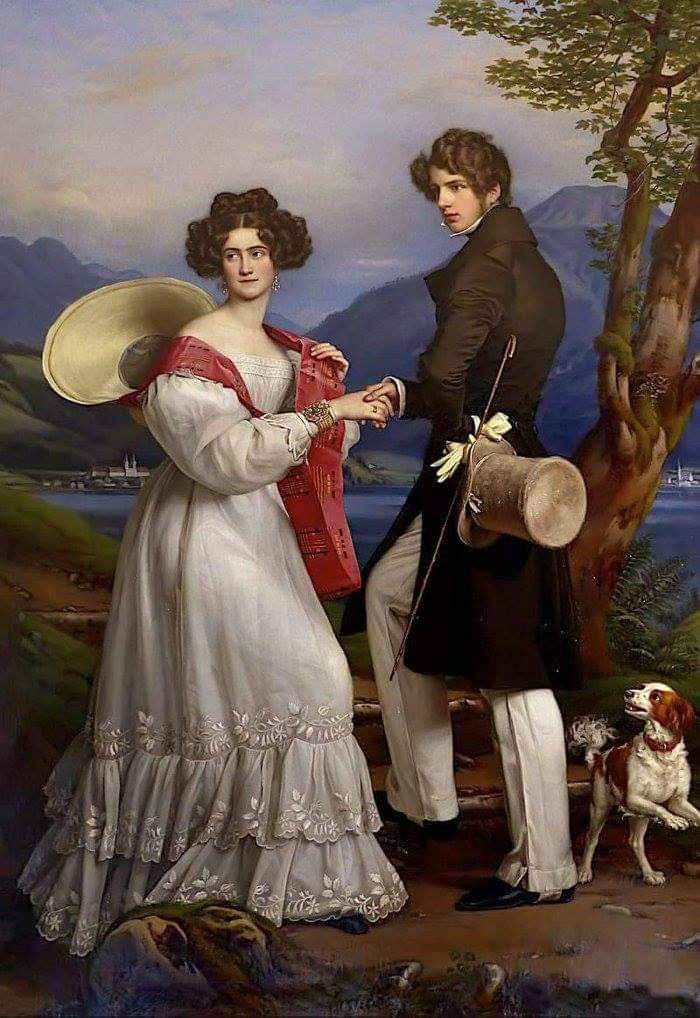
Retrato de la princesa Ludovica de Baviera y el duque Maximiliano en Baviera durante su compromiso (Joseph Karl Stieler, 1828).

Ludovica y Maximiliano se casaron el 9 de septiembre de 1828 en el castillo de Tegernsee. Durante la celebración de la boda, Ludovica pronunció una maldición mientras lanzaba el ramo de novia: «Este matrimonio y todo lo que provenga de él debería carecer de la bendición de Dios hasta el final»
El historiador Christian Sepp ha investigado de dónde procede esta tradición. Puede encontrarse por primera vez en las memorias de una de las nietas de Ludovica, la condesa María Luisa Mendel von Wallersee. La condesa María Luisa Larisch era hija del matrimonio del hijo mayor de Ludovica, el duque Luis en Baviera, con la actriz Henriette Mendel, que se había convertido en la baronesa Wallersee. Parece que ella jugó un importante papel en el suicidio de su primo, Rodolfo, heredero al trono austrohúngaro, por lo que fue culpada por la familia. Más tarde se vengó por ello al publicar varios libros con sus recuerdos. Con el fin de ganar la mayor cantidad de dinero posible con sus trabajos, inventaría numerosas anécdotas extrañas para hacer que su familia apareciera de la peor manera posible. Esta es la "maldición" de Ludovica, conocida por primera vez 100 años después de la boda en el lago Tegernsee y publicada en una fuente que puede clasificarse como poco confiable. Además, no hay una fuente contemporánea a la boda que pruebe esa maldición.
En los primeros años del matrimonio, la pareja viajó abundantemente por Suiza e Italia. Tras su regreso a Baviera, en 1834 su esposo compró el castillo de Possenhofen, en el lago Starnberg, como residencia de verano para su creciente familia. En Múnich, la familia vivía en la Ludwigstrasse, en el llamado Palacio del Duque Max (Herzog-Max-Palais), construido por Leo von Klenze entre 1828 a 1830. A pesar de que el matrimonio no fue feliz, la pareja tuvo diez hijos:
- Luis (1831-1920), que renunció a sus derechos como primogénito para casarse con la actriz Henriette Mendel, baronesa de Wallersee. Una vez viudo, se casó con otra actriz, Bárbara Barth, baronesa de Bartolf.
- Guillermo Carlos (1832-1833), fallecido en su primer año de vida.
- Elena (1834-1890), apodada «Nené». Casada en 1858 con el príncipe Maximiliano de Thurn y Taxis.
- Isabel (1837-1898), apodada «Sissi». Casada en 1854 con Francisco José de Austria (1830-1916), emperatriz de Austria y reina de Hungría y Bohemia.
- Carlos Teodoro (1839-1909), apodado «Gackl», sucesor de su padre en el ducado en Baviera. Casado en primeras nupcias en 1865 con la princesa Sofía de Sajonia, y después, tras enviudar de esta, en 1874 con la infanta María José de Portugal.
- María Sofía (1841-1925), casada en 1859 con Francisco II de las Dos Sicilias, reina de las Dos Sicilias. Dejó también descendencia ilegítima fruto de la relación extramarital que mantuvo con el conde belga Armand de Lawayss.
- Matilde Ludovica (1843-1925), apodada «Spatz». Casada en 1861 con Luis de Borbón-Dos Sicilias, conde de Trani.
- Maximiliano (1845-1845), fallecido al nacer.
- Sofía Carlota (1847-1897), prometida durante un tiempo con el rey Luis II de Baviera y después casada en 1868 con Fernando Felipe María de Orleans, duque de Alençon.
- Maximiliano Manuel (1849-1893), apodado «Mapperl». Casado en 1875 con la princesa Amalia de Sajonia-Coburgo-Gotha.

El duque en Baviera era un príncipe inconformista, músico y bon vivant, del cual la duquesa dijo, «no me prestó atención hasta después de nuestras bodas de oro». El duque no tenía reparo en sentar a su mesa a los hijos tenidos de sus amantes, sin preocuparse por la humillación que sentiría su esposa. Esta informalidad también escondía una especie de desesperación que transmitiría a sus hijos.
El duque descuidó la educación de sus hijos y no los preparó para sus futuros deberes. Además, rompía el orden que la duquesa trataba de mantener en su casa. La inadaptación de su hija favorita, Isabel, para la vida en la corte sería un profundo hincapié para la futura emperatriz de una gran potencia mundial. Por su parte, la duquesa ambicionaba para sus hijas unos matrimonios brillantes, que la resarcieran de su propio destino. Hija de un rey, la duquesa sufría por su matrimonio con un príncipe de escasa importancia. No fue hasta 1845 que su marido recibió el título de Alteza Real.

### Unos hijos difíciles

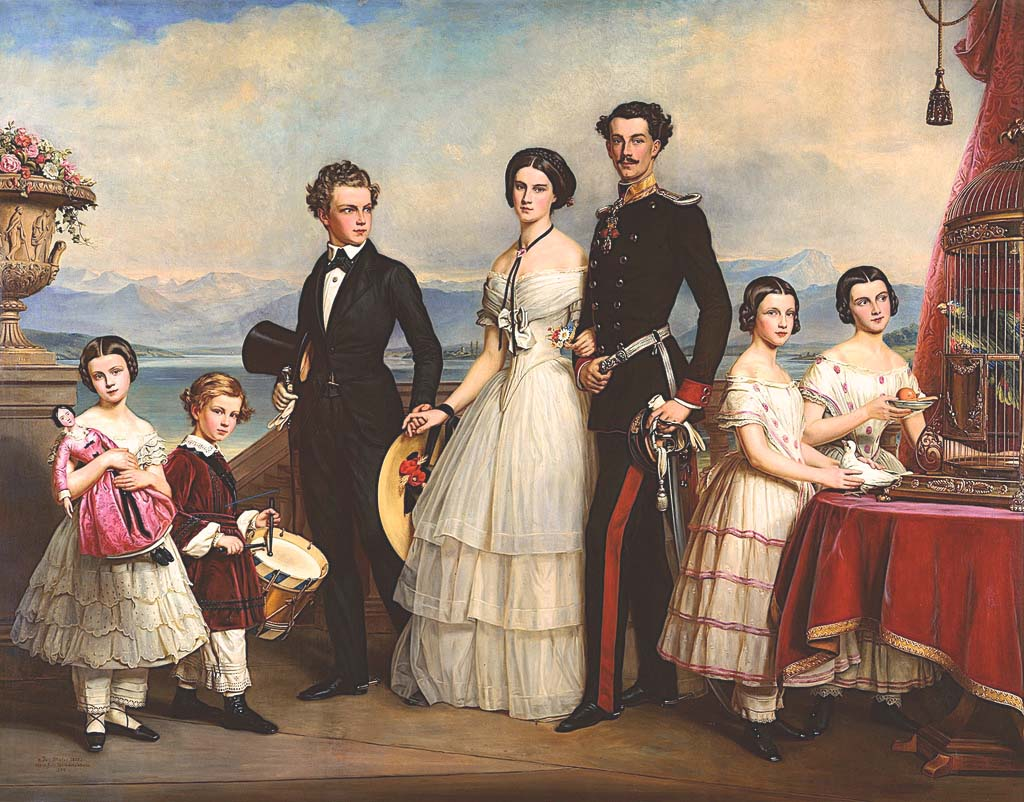
Los hijos de Ludovica y Max: Sofía, Maximiliano Manuel, Carlos Teodoro, Elena, Luis, Matilde y María Sofía (1854).

La archiduquesa Sofía, madre del emperador Francisco José de Austria y hermana de Ludovica, que era la figura preeminente en la corte de Viena, se había fijado en su sobrina, la modesta y humilde Elena, para ser la futura emperatriz. Ludovica apoyó el enlace que elevaría a su hija mayor a una de las mejores posiciones del mundo. Sin embargo, en la reunión que debía consolidar el noviazgo y pronunciar el compromiso, aunque en el almuerzo Elena se sentó junto al emperador, este decidió recolocar a su lado en la cena a su hermana menor, Isabel, que fue la elegida por el monarca. La duquesa tuvo que consolar a Elena, que fue despreciada, y tranquilizar a Isabel, que se mostraba asustada. La niña no se adaptó a la vida de esposa ni a la de una soberana, y el matrimonio fue un desastre. 
Otra de sus hijas, María Sofía, se convirtió en reina de las Dos Sicilias, casándose con el rey Francisco II. Poco después de la boda, en 1861, el reino de Dos Sicilias fue conquistado por los camisas rojas de Garibaldi y anexionado al nuevo reino de Italia. En el proceso de conquista, la propia reina María Sofía se había ensalzado al dirigir a las tropas napolitanas en el sitio de Gaeta. La relación de la pareja no fue buena, pues parece que el matrimonio no fue consumado hasta varios años después, pues el rey sufría de fimosis. Refugiados en Roma tras ser expulsados de su reino, María Sofía tuvo una relación extramatrimonial, de la cual tuvo una hija que fue entregada a la familia del padre al nacer. María Sofía debió prometer que no volvería a ver a su hija, lo que le provocó una gran depresión. Finalmente se reconcilió con su esposo y tuvieron una hija, que murió al poco de nacer. No tendrían más hijos. La cuarta hija, Matilde Ludovica, se casó con el conde de Trani, hermano del rey de los Dos Sicilias, y se convirtió en la cuñada de su hermana María Sofía, cuando el reino ya había sido conquistado por los italianos. 
El rico príncipe de Thurn y Taxis pidió la mano en matrimonio de Elena, quien, humillada, tenía pocas posibilidades de encontrar una corona. Sin embargo, el rey Maximiliano II de Baviera se opuso: pues por rico que fuera, no deseaba que su prima hermana se casara con un príncipe que no es de sangre real. Solo gracias a la intervención de Isabel y Francisco José se celebró el matrimonio. Sin embargo, en junio de 1867, el marido de Elena murió prematuramente, dejándola viuda con cuatro hijos y un imperio financiero para manejar. 
En marzo de 1867, la esposa de Carlos Teodoro, Sofía de Sajonia, murió a la edad de 22 años, dejando al joven desesperado y a una huérfana de dos años, Amalia María. Volvería a casarse con la infanta María José de Portugal, abandonaría el ejército, y empezó a dedicarse a la oftalmología en Múnich, convirtiéndose en un profesional reputado, con su esposa como enfermera. 
El rey Luis II de Baviera, que se había comprometido con su joven hija, Sofía Carlota, con la cual mantenía una relación meramente platónica, rompió su noviazgo cuando Sofía comenzó una relación con el fotógrafo Edgar Hanfstaengl. Al año siguiente, Sofía se casó con un príncipe francés en el exilio, el duque de Alenzón, un matrimonio de conveniencia.

### Años posteriores

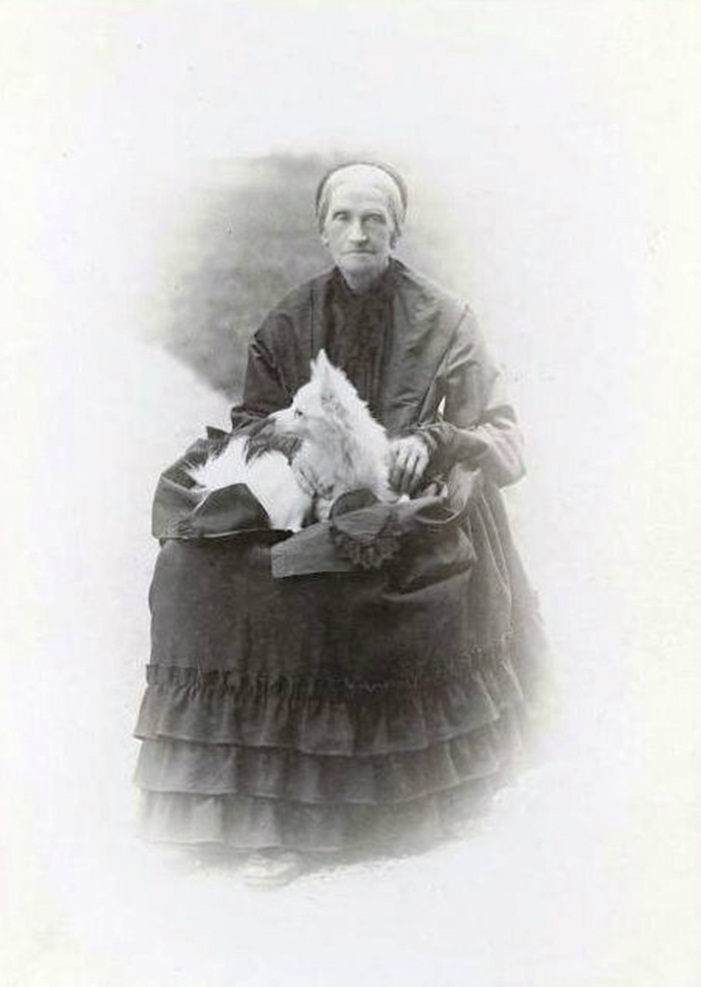
La duquesa viuda en 1890.

El rico legado de su madre, la princesa Amalia Luisa de Arenberg (1789-1823), que incluía posesiones en Francia y un palacio en París, le permitió al duque Maximiliano un estilo de vida generoso sin ninguna obligación. El matrimonio se caracterizó por el respeto mutuo. En Múnich, el duque Maximiliano construyó un palacio en la Ludwigstrasse, el llamado Herzog-Max-Palais. Construido por el arquitecto Leo von Klenze, se completó en octubre de 1831 y allí se trasladaron al año siguiente después de que la pareja regresara de Italia, a donde habían marchado huyendo del cólera. El duque Maximiliano realizó extensos viajes al extranjero, o se quedaba en Múnich o en el castillo de Unterwittelsbach. 
En 1834, duque Maximiliano también compró las fincas agrícolas de Possenhofen y Garatshausen, ambas en el lago Starnberg. El castillo de Possenhofen fue utilizado por la familia como residencia de verano, pero la duquesa Ludovica se quedaba allí sola con los niños la mayor parte del tiempo. Además, con su interés por la jardinería, cuidó el terreno entre los dos castillos y los paseos ajardinados a lo largo de la zona ribereña. Un testigo ocular informaba en una carta en agosto de 1844 que "la duquesa con un enorme corazón casi siempre cuida a los niños y la casa sola". El duque Maximiliano, por otro lado, viajaba mucho, hizo un largo viaje a Oriente en 1838 y a menudo se quedaba a cazar en el castillo de Unterwittelsbach, cerca de Aichach. Era un hombre excéntrico y amante de la libertad, al típico estilo Wittelsbach.
Su desafortunado matrimonio y la muerte de su segundo hijo, Guillermo, a principios de 1832, a unas pocas semanas de nacer, llevaron a la duquesa a la "primera crisis de su vida". Basado en las declaraciones que hizo a una de sus nietas cuando fue mayor, y las observaciones de la madre de Ludovica, quien declaró que su hija se había vuelto "apática", el historiador Christian Sepp concluye que la duquesa en ese momento sufría una depresión.
El duque Maximiliano murió tras dos derrames el 15 de noviembre de 1888. Muchas personas le presentaron sus últimos respetos, pues el duque era muy popular. Un año después, en 1889, su nieto, el entonces príncipe heredero Rodolfo, de 30 años, se suicidó en su pabellón de caza de Mayerling. Un año después, en 1890, moriría su hija Elena.
La duquesa Ludovica en Baviera murió en Múnich el 26 de enero de 1892, a la edad de 83 años, como consecuencia de una bronquitis. Sus restos fueron enterrados en la cripta familiar de la Abadía de Tegernsee, junto a su esposo. Fue la última de todos los hijos del rey Maximiliano I en morir.

## Honores
En Múnich, Luisenstrasse y Luisengymnasium llevan su nombre.

## Recepción cultural
En la popular trilogía de Sissi, interpretó su papel Magda Schneider. Magda era la madre de Romy Schneider, quien interpretó a Sissi en esas películas. Romy Schneider interpretó de nuevo a la emperatriz Isabel en Luis II de Luchino Visconti; aquí, la duquesa Ludovica fue interpretada por Ana María Hanschke. En la película histórica Sisi de Xaver Schwarzenberger, la duquesa Ludovica fue interpretada por la actriz italiana Licia Maglietta.

## Títulos y tratamientos
Esta tabla aún no está actualizada. Puedes contribuir aportando información sobre títulos y tratamientos de esta persona.

## Distinciones honoríficas
- 1833: Dama de la Orden de Santa Isabel.[8][9] ( Reino de Baviera)
- Dama de primera clase de la Orden de la Cruz Estrellada. ( Imperio austrohúngaro)[10]
- Dama número 613 de la Orden de las Damas Nobles de la Reina María Luisa. (Reino de España)

## Ancestros
| \| \| \| \| \| \| \| \| \| \| \| \| \| \| \| \| \| \| \| \| 16. Conde palatino Cristian II de Zweibrücken-Birkenfeld \| \| \| \| \| \| \| \| \| \| \| \| \| \| \| \| \| \| \| \| \| \| \| \| \| \| \| \| \| \| \| \| \| \| \| \| \| \| \| \| \| \| \| \| \| \| \| \| \| \| \| \| \| \| 8. Conde palatino Cristián III de Zweibrücken-Birkenfeld (= 30) \| \| \| \| \| \| \| \| \| \| \| \| \| \| \| \| \| \| \| \| \| \| \| \| \| \| \| \| \| \| \| \| \| \| \| \| \| \| \| \| \| \| \| \| \| \| \| \| \| \| \| \| \| \| 17. Condesa Catalina Ágata de Rappoltstein \| \| \| \| \| \| \| \| \| \| \| \| \| \| \| \| \| \| \| \| \| \| \| \| \| \| \| \| \| \| \| \| \| \| \| \| \| \| \| \| \| \| \| \| \| \| \| \| \| \| \| \| \| \| 4. Conde palatino Federico Miguel de Zweibrücken-Birkenfeld \| \| \| \| \| \| \| \| \| \| \| \| \| \| \| \| \| \| \| \| \| \| \| \| \| \| \| \| \| \| \| \| \| \| \| \| \| \| \| \| \| \| \| \| \| \| \| \| \| \| \| \| \| \| 18. Conde Luis Crato de Nassau-Saarbrücken \| \| \| \| \| \| \| \| \| \| \| \| \| \| \| \| \| \| \| \| \| \| \| \| \| \| \| \| \| \| \| \| \| \| \| \| \| \| \| \| \| \| \| \| \| \| \| \| \| \| \| \| \| \| 9. Condesa Carolina de Nassau-Saarbrücken (= 31) \| \| \| \| \| \| \| \| \| \| \| \| \| \| \| \| \| \| \| \| \| \| \| \| \| \| \| \| \| \| \| \| \| \| \| \| \| \| \| \| \| \| \| \| \| \| \| \| \| \| \| \| \| \| 19. Condesa Filipina Enriqueta de Hohenlohe-Langenburg \| \| \| \| \| \| \| \| \| \| \| \| \| \| \| \| \| \| \| \| \| \| \| \| \| \| \| \| \| \| \| \| \| \| \| \| \| \| \| \| \| \| \| \| \| \| \| \| \| \| \| \| \| \| 2. Rey Maximiliano I de Baviera \| \| \| \| \| \| \| \| \| \| \| \| \| \| \| \| \| \| \| \| \| \| \| \| \| \| \| \| \| \| \| \| \| \| \| \| \| \| \| \| \| \| \| \| \| \| \| \| \| \| \| \| \| \| 20. Conde palatino Teodoro Eustaquio de Sulzbach \| \| \| \| \| \| \| \| \| \| \| \| \| \| \| \| \| \| \| \| \| \| \| \| \| \| \| \| \| \| \| \| \| \| \| \| \| \| \| \| \| \| \| \| \| \| \| \| \| \| \| \| \| \| 10. Conde palatino heredero José Carlos de Sulzbach \| \| \| \| \| \| \| \| \| \| \| \| \| \| \| \| \| \| \| \| \| \| \| \| \| \| \| \| \| \| \| \| \| \| \| \| \| \| \| \| \| \| \| \| \| \| \| \| \| \| \| \| \| \| 21. Landgravina María Leonor de Hesse-Rotenburg \| \| \| \| \| \| \| \| \| \| \| \| \| \| \| \| \| \| \| \| \| \| \| \| \| \| \| \| \| \| \| \| \| \| \| \| \| \| \| \| \| \| \| \| \| \| \| \| \| \| \| \| \| \| 5. Condesa palatina María Francisca de Sulzbach \| \| \| \| \| \| \| \| \| \| \| \| \| \| \| \| \| \| \| \| \| \| \| \| \| \| \| \| \| \| \| \| \| \| \| \| \| \| \| \| \| \| \| \| \| \| \| \| \| \| \| \| \| \| 22. Conde palatino y elector Carlos III Felipe de Neoburgo \| \| \| \| \| \| \| \| \| \| \| \| \| \| \| \| \| \| \| \| \| \| \| \| \| \| \| \| \| \| \| \| \| \| \| \| \| \| \| \| \| \| \| \| \| \| \| \| \| \| \| \| \| \| 11. Condesa palatina Isabel Augusta de Neoburgo \| \| \| \| \| \| \| \| \| \| \| \| \| \| \| \| \| \| \| \| \| \| \| \| \| \| \| \| \| \| \| \| \| \| \| \| \| \| \| \| \| \| \| \| \| \| \| \| \| \| \| \| \| \| 23. Princesa Luisa Carolina Radziwiłł \| \| \| \| \| \| \| \| \| \| \| \| \| \| \| \| \| \| \| \| \| \| \| \| \| \| \| \| \| \| \| \| \| \| \| \| \| \| \| \| \| \| \| \| \| \| \| \| \| \| \| \| \| \| 1. Princesa Ludovica de Baviera \| \| \| \| \| \| \| \| \| \| \| \| \| \| \| \| \| \| \| \| \| \| \| \| \| \| \| \| \| \| \| \| \| \| \| \| \| \| \| \| \| \| \| \| \| \| \| \| \| \| \| \| \| \| 24. Príncipe heredero Federico de Baden-Durlach \| \| \| \| \| \| \| \| \| \| \| \| \| \| \| \| \| \| \| \| \| \| \| \| \| \| \| \| \| \| \| \| \| \| \| \| \| \| \| \| \| \| \| \| \| \| \| \| \| \| \| \| \| \| 12. Gran duque Carlos Federico de Baden \| \| \| \| \| \| \| \| \| \| \| \| \| \| \| \| \| \| \| \| \| \| \| \| \| \| \| \| \| \| \| \| \| \| \| \| \| \| \| \| \| \| \| \| \| \| \| \| \| \| \| \| \| \| 25. Princesa Amalia de Nassau-Dietz \| \| \| \| \| \| \| \| \| \| \| \| \| \| \| \| \| \| \| \| \| \| \| \| \| \| \| \| \| \| \| \| \| \| \| \| \| \| \| \| \| \| \| \| \| \| \| \| \| \| \| \| \| \| 6. Príncipe heredero Carlos Luis de Baden \| \| \| \| \| \| \| \| \| \| \| \| \| \| \| \| \| \| \| \| \| \| \| \| \| \| \| \| \| \| \| \| \| \| \| \| \| \| \| \| \| \| \| \| \| \| \| \| \| \| \| \| \| \| 26. Landgrave Luis VIII de Hesse-Darmstadt (= 28) \| \| \| \| \| \| \| \| \| \| \| \| \| \| \| \| \| \| \| \| \| \| \| \| \| \| \| \| \| \| \| \| \| \| \| \| \| \| \| \| \| \| \| \| \| \| \| \| \| \| \| \| \| \| 13. Landgravina Carolina Luisa de Hesse-Darmstadt \| \| \| \| \| \| \| \| \| \| \| \| \| \| \| \| \| \| \| \| \| \| \| \| \| \| \| \| \| \| \| \| \| \| \| \| \| \| \| \| \| \| \| \| \| \| \| \| \| \| \| \| \| \| 27. Condesa Carlota de Hanau-Lichtenberg (= 29) \| \| \| \| \| \| \| \| \| \| \| \| \| \| \| \| \| \| \| \| \| \| \| \| \| \| \| \| \| \| \| \| \| \| \| \| \| \| \| \| \| \| \| \| \| \| \| \| \| \| \| \| \| \| 3. Princesa Carolina de Baden \| \| \| \| \| \| \| \| \| \| \| \| \| \| \| \| \| \| \| \| \| \| \| \| \| \| \| \| \| \| \| \| \| \| \| \| \| \| \| \| \| \| \| \| \| \| \| \| \| \| \| \| \| \| 28. Landgrave Luis VIII de Hesse-Darmstadt (= 26) \| \| \| \| \| \| \| \| \| \| \| \| \| \| \| \| \| \| \| \| \| \| \| \| \| \| \| \| \| \| \| \| \| \| \| \| \| \| \| \| \| \| \| \| \| \| \| \| \| \| \| \| \| \| 14. Landgrave Luis IX de Hesse-Darmstadt \| \| \| \| \| \| \| \| \| \| \| \| \| \| \| \| \| \| \| \| \| \| \| \| \| \| \| \| \| \| \| \| \| \| \| \| \| \| \| \| \| \| \| \| \| \| \| \| \| \| \| \| \| \| 29. Condesa Carlota de Hanau-Lichtenberg (= 27) \| \| \| \| \| \| \| \| \| \| \| \| \| \| \| \| \| \| \| \| \| \| \| \| \| \| \| \| \| \| \| \| \| \| \| \| \| \| \| \| \| \| \| \| \| \| \| \| \| \| \| \| \| \| 7. Landgravina Amalia de Hesse-Darmstadt \| \| \| \| \| \| \| \| \| \| \| \| \| \| \| \| \| \| \| \| \| \| \| \| \| \| \| \| \| \| \| \| \| \| \| \| \| \| \| \| \| \| \| \| \| \| \| \| \| \| \| \| \| \| 30. Conde palatino Cristián III de Zweibrücken-Birkenfeld (= 8) \| \| \| \| \| \| \| \| \| \| \| \| \| \| \| \| \| \| \| \| \| \| \| \| \| \| \| \| \| \| \| \| \| \| \| \| \| \| \| \| \| \| \| \| \| \| \| \| \| \| \| \| \| \| 15. Condesa palatina Carolina de Zweibrücken \| \| \| \| \| \| \| \| \| \| \| \| \| \| \| \| \| \| \| \| \| \| \| \| \| \| \| \| \| \| \| \| \| \| \| \| \| \| \| \| \| \| \| \| \| \| \| \| \| \| \| \| \| \| 31. Condesa Carolina de Nassau-Saarbrücken (= 9) \| \| \| \| \| \| \| \| \| \| \| \| \| \| \| \| \| \| \| \| \| \| \| \| \| \| \| \| \| \| \| \| \| \| \| \| \| \| \| \| \| \| \| \| \| \| \| \| \| \| \| \| |                                                                 |  |  |  |  |  |  |  |  |  |  |  |  |  |  |  |
| |                                                                 |  |  |  |  |  |  |  |  |  |  |  |  |  |  |  |
| | 16. Conde palatino Cristian II de Zweibrücken-Birkenfeld        |  |  |  |  |  |  |  |  |  |  |  |  |  |  |  |
| |                                                                 |  |  |  |  |  |  |  |  |  |  |  |  |  |  |  |
| |                                                                 |  |  |  |  |  |  |  |  |  |  |  |  |  |  |  |
| | 8. Conde palatino Cristián III de Zweibrücken-Birkenfeld (= 30) |  |  |  |  |  |  |  |  |  |  |  |  |  |  |  |
| |                                                                 |  |  |  |  |  |  |  |  |  |  |  |  |  |  |  |
| |                                                                 |  |  |  |  |  |  |  |  |  |  |  |  |  |  |  |
| | 17. Condesa Catalina Ágata de Rappoltstein                      |  |  |  |  |  |  |  |  |  |  |  |  |  |  |  |
| |                                                                 |  |  |  |  |  |  |  |  |  |  |  |  |  |  |  |
| |                                                                 |  |  |  |  |  |  |  |  |  |  |  |  |  |  |  |
| | 4. Conde palatino Federico Miguel de Zweibrücken-Birkenfeld     |  |  |  |  |  |  |  |  |  |  |  |  |  |  |  |
| |                                                                 |  |  |  |  |  |  |  |  |  |  |  |  |  |  |  |
| |                                                                 |  |  |  |  |  |  |  |  |  |  |  |  |  |  |  |
| | 18. Conde Luis Crato de Nassau-Saarbrücken                      |  |  |  |  |  |  |  |  |  |  |  |  |  |  |  |
| |                                                                 |  |  |  |  |  |  |  |  |  |  |  |  |  |  |  |
| |                                                                 |  |  |  |  |  |  |  |  |  |  |  |  |  |  |  |
| | 9. Condesa Carolina de Nassau-Saarbrücken (= 31)                |  |  |  |  |  |  |  |  |  |  |  |  |  |  |  |
| |                                                                 |  |  |  |  |  |  |  |  |  |  |  |  |  |  |  |
| |                                                                 |  |  |  |  |  |  |  |  |  |  |  |  |  |  |  |
| | 19. Condesa Filipina Enriqueta de Hohenlohe-Langenburg          |  |  |  |  |  |  |  |  |  |  |  |  |  |  |  |
| |                                                                 |  |  |  |  |  |  |  |  |  |  |  |  |  |  |  |
| |                                                                 |  |  |  |  |  |  |  |  |  |  |  |  |  |  |  |
| | 2. Rey Maximiliano I de Baviera                                 |  |  |  |  |  |  |  |  |  |  |  |  |  |  |  |
| |                                                                 |  |  |  |  |  |  |  |  |  |  |  |  |  |  |  |
| |                                                                 |  |  |  |  |  |  |  |  |  |  |  |  |  |  |  |
| | 20. Conde palatino Teodoro Eustaquio de Sulzbach                |  |  |  |  |  |  |  |  |  |  |  |  |  |  |  |
| |                                                                 |  |  |  |  |  |  |  |  |  |  |  |  |  |  |  |
| |                                                                 |  |  |  |  |  |  |  |  |  |  |  |  |  |  |  |
| | 10. Conde palatino heredero José Carlos de Sulzbach             |  |  |  |  |  |  |  |  |  |  |  |  |  |  |  |
| |                                                                 |  |  |  |  |  |  |  |  |  |  |  |  |  |  |  |
| |                                                                 |  |  |  |  |  |  |  |  |  |  |  |  |  |  |  |
| | 21. Landgravina María Leonor de Hesse-Rotenburg                 |  |  |  |  |  |  |  |  |  |  |  |  |  |  |  |
| |                                                                 |  |  |  |  |  |  |  |  |  |  |  |  |  |  |  |
| |                                                                 |  |  |  |  |  |  |  |  |  |  |  |  |  |  |  |
| | 5. Condesa palatina María Francisca de Sulzbach                 |  |  |  |  |  |  |  |  |  |  |  |  |  |  |  |
| |                                                                 |  |  |  |  |  |  |  |  |  |  |  |  |  |  |  |
| |                                                                 |  |  |  |  |  |  |  |  |  |  |  |  |  |  |  |
| | 22. Conde palatino y elector Carlos III Felipe de Neoburgo      |  |  |  |  |  |  |  |  |  |  |  |  |  |  |  |
| |                                                                 |  |  |  |  |  |  |  |  |  |  |  |  |  |  |  |
| |                                                                 |  |  |  |  |  |  |  |  |  |  |  |  |  |  |  |
| | 11. Condesa palatina Isabel Augusta de Neoburgo                 |  |  |  |  |  |  |  |  |  |  |  |  |  |  |  |
| |                                                                 |  |  |  |  |  |  |  |  |  |  |  |  |  |  |  |
| |                                                                 |  |  |  |  |  |  |  |  |  |  |  |  |  |  |  |
| | 23. Princesa Luisa Carolina Radziwiłł                           |  |  |  |  |  |  |  |  |  |  |  |  |  |  |  |
| |                                                                 |  |  |  |  |  |  |  |  |  |  |  |  |  |  |  |
| |                                                                 |  |  |  |  |  |  |  |  |  |  |  |  |  |  |  |
| | 1. Princesa Ludovica de Baviera                                 |  |  |  |  |  |  |  |  |  |  |  |  |  |  |  |
| |                                                                 |  |  |  |  |  |  |  |  |  |  |  |  |  |  |  |
| |                                                                 |  |  |  |  |  |  |  |  |  |  |  |  |  |  |  |
| | 24. Príncipe heredero Federico de Baden-Durlach                 |  |  |  |  |  |  |  |  |  |  |  |  |  |  |  |
| |                                                                 |  |  |  |  |  |  |  |  |  |  |  |  |  |  |  |
| |                                                                 |  |  |  |  |  |  |  |  |  |  |  |  |  |  |  |
| | 12. Gran duque Carlos Federico de Baden                         |  |  |  |  |  |  |  |  |  |  |  |  |  |  |  |
| |                                                                 |  |  |  |  |  |  |  |  |  |  |  |  |  |  |  |
| |                                                                 |  |  |  |  |  |  |  |  |  |  |  |  |  |  |  |
| | 25. Princesa Amalia de Nassau-Dietz                             |  |  |  |  |  |  |  |  |  |  |  |  |  |  |  |
| |                                                                 |  |  |  |  |  |  |  |  |  |  |  |  |  |  |  |
| |                                                                 |  |  |  |  |  |  |  |  |  |  |  |  |  |  |  |
| | 6. Príncipe heredero Carlos Luis de Baden                       |  |  |  |  |  |  |  |  |  |  |  |  |  |  |  |
| |                                                                 |  |  |  |  |  |  |  |  |  |  |  |  |  |  |  |
| |                                                                 |  |  |  |  |  |  |  |  |  |  |  |  |  |  |  |
| | 26. Landgrave Luis VIII de Hesse-Darmstadt (= 28)               |  |  |  |  |  |  |  |  |  |  |  |  |  |  |  |
| |                                                                 |  |  |  |  |  |  |  |  |  |  |  |  |  |  |  |
| |                                                                 |  |  |  |  |  |  |  |  |  |  |  |  |  |  |  |
| | 13. Landgravina Carolina Luisa de Hesse-Darmstadt               |  |  |  |  |  |  |  |  |  |  |  |  |  |  |  |
| |                                                                 |  |  |  |  |  |  |  |  |  |  |  |  |  |  |  |
| |                                                                 |  |  |  |  |  |  |  |  |  |  |  |  |  |  |  |
| | 27. Condesa Carlota de Hanau-Lichtenberg (= 29)                 |  |  |  |  |  |  |  |  |  |  |  |  |  |  |  |
| |                                                                 |  |  |  |  |  |  |  |  |  |  |  |  |  |  |  |
| |                                                                 |  |  |  |  |  |  |  |  |  |  |  |  |  |  |  |
| | 3. Princesa Carolina de Baden                                   |  |  |  |  |  |  |  |  |  |  |  |  |  |  |  |
| |                                                                 |  |  |  |  |  |  |  |  |  |  |  |  |  |  |  |
| |                                                                 |  |  |  |  |  |  |  |  |  |  |  |  |  |  |  |
| | 28. Landgrave Luis VIII de Hesse-Darmstadt (= 26)               |  |  |  |  |  |  |  |  |  |  |  |  |  |  |  |
| |                                                                 |  |  |  |  |  |  |  |  |  |  |  |  |  |  |  |
| |                                                                 |  |  |  |  |  |  |  |  |  |  |  |  |  |  |  |
| | 14. Landgrave Luis IX de Hesse-Darmstadt                        |  |  |  |  |  |  |  |  |  |  |  |  |  |  |  |
| |                                                                 |  |  |  |  |  |  |  |  |  |  |  |  |  |  |  |
| |                                                                 |  |  |  |  |  |  |  |  |  |  |  |  |  |  |  |
| | 29. Condesa Carlota de Hanau-Lichtenberg (= 27)                 |  |  |  |  |  |  |  |  |  |  |  |  |  |  |  |
| |                                                                 |  |  |  |  |  |  |  |  |  |  |  |  |  |  |  |
| |                                                                 |  |  |  |  |  |  |  |  |  |  |  |  |  |  |  |
| | 7. Landgravina Amalia de Hesse-Darmstadt                        |  |  |  |  |  |  |  |  |  |  |  |  |  |  |  |
| |                                                                 |  |  |  |  |  |  |  |  |  |  |  |  |  |  |  |
| |                                                                 |  |  |  |  |  |  |  |  |  |  |  |  |  |  |  |
| | 30. Conde palatino Cristián III de Zweibrücken-Birkenfeld (= 8) |  |  |  |  |  |  |  |  |  |  |  |  |  |  |  |
| |                                                                 |  |  |  |  |  |  |  |  |  |  |  |  |  |  |  |
| |                                                                 |  |  |  |  |  |  |  |  |  |  |  |  |  |  |  |
| | 15. Condesa palatina Carolina de Zweibrücken                    |  |  |  |  |  |  |  |  |  |  |  |  |  |  |  |
| |                                                                 |  |  |  |  |  |  |  |  |  |  |  |  |  |  |  |
| |                                                                 |  |  |  |  |  |  |  |  |  |  |  |  |  |  |  |
| | 31. Condesa Carolina de Nassau-Saarbrücken (= 9)                |  |  |  |  |  |  |  |  |  |  |  |  |  |  |  |
| |                                                                 |  |  |  |  |  |  |  |  |  |  |  |  |  |  |  |
| |                                                                 |  |  |  |  |  |  |  |  |  |  |  |  |  |  |  |